# اشچینیتزا، ووسکا
اشچینیتزا، ووسکا (به لاتین: Trzcinica Wołowska) یک منطقهٔ مسکونی در لهستان است که در Gmina Wińsko واقع شده‌است.